# Acrocercops lenticulata
Acrocercops lenticulata är en fjärilsart som beskrevs av Edward Meyrick 1922. Acrocercops lenticulata ingår i släktet Acrocercops och familjen styltmalar. Inga underarter finns listade i Catalogue of Life.